# Gumbertusbach
Der Gumbertusbach ist ein etwa 1,4 km langer linker Zufluss der Fränkischen Rezat im Naturpark Frankenhöhe in der mittelfränkischen Stadt Ansbach.

## Name
Der Gumbertusbach trägt den Namen des in Ansbach verehrten Heiligen Gumbertus, der um 750 mit der Gründung eines Benediktinerklosters auf seinem Grundbesitz die Keimzelle der späteren Stadt Ansbach legte.

## Geographie

### Verlauf
Der Gumbertusbach entsteht am Südrand des Ansbacher Gemeindeteils Strüth auf etwa 470 m ü. NHN nahe der Straße Am Eichenhain aus mehreren kleineren Zuläufen. Bald danach wird er durch den Abfluss des Gumbertusbrunnens verstärkt, einer Quelle am linken Talhang unter dem Strüther Berg.

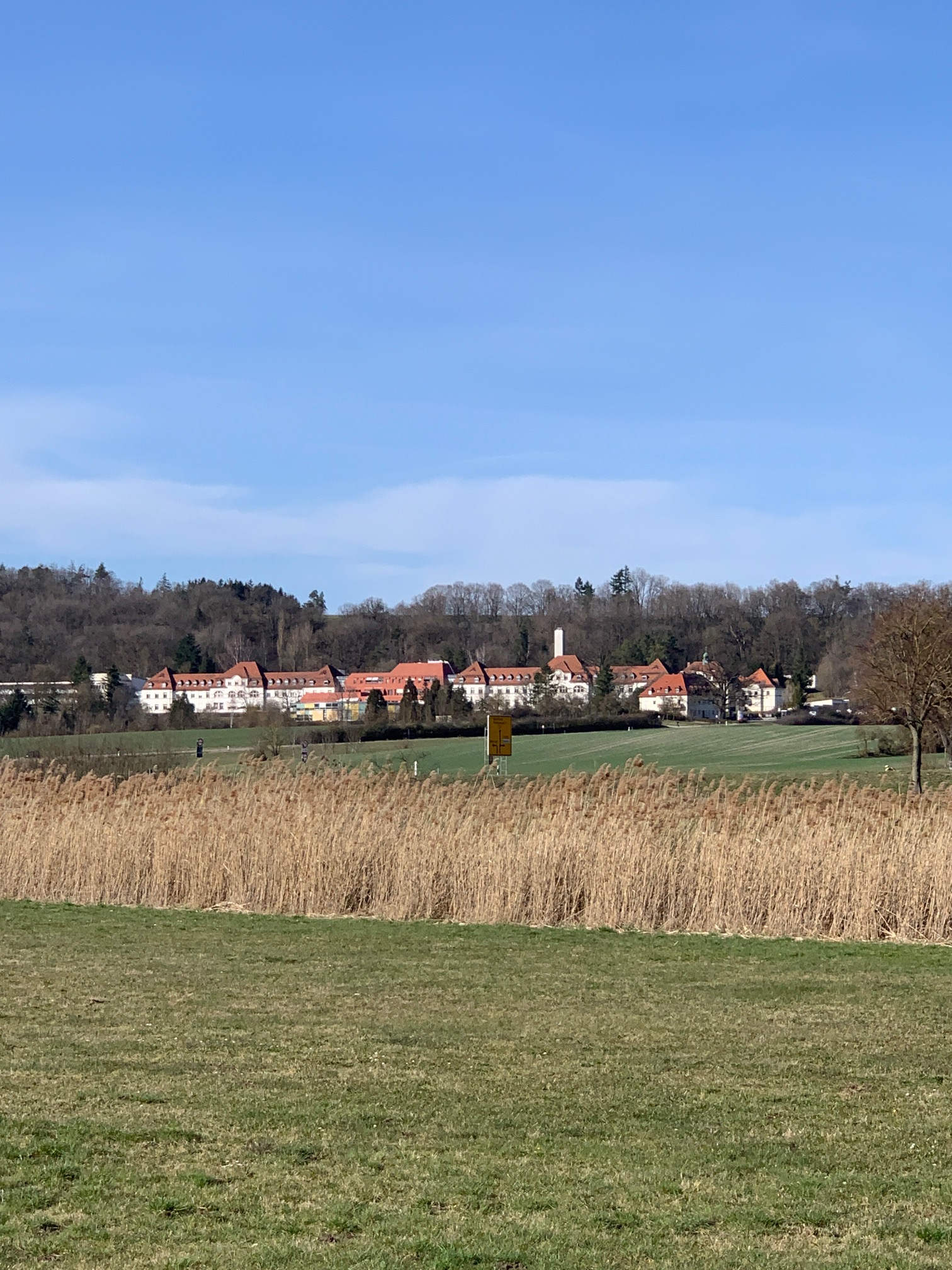
Rangauklinik Ansbach mit Gumbertusbach (von der Buschreihe rechts bis zum Vorwegweiser an der B 13 in der Bildmitte)

Er fließt in Richtung Südwesten in einer Schlucht zwischen dem Strüther Berg und dem gegenüber im Nordwesten liegenden Keilranken, an deren rechtem Hang die Verbindungsstraße von Strüth nach Wasserzell hinabführt. Am Fuß des Keilrankens passiert der Gumbertusbach die Rangauklinik Ansbach, eine ehemalige Lungenheilanstalt, die gegenwärtig von Diakoneo als Fach- und Rehabilitationsklinik für Atemwegserkrankungen betrieben wird. Bekannt ist die Klinik als der Ort des Kinder-Kibbuz von Ansbach, in dem 1946 bis 1949 mehrere hundert jüdische Waisenkinder lebten.
Der Gumbertusbach unterquert die Bundesstraße 13 an ihrer Kreuzung mit der Verbindungsstraße zwischen Wasserzell und Strüth. Er mündet etwa 100 m südwestlich der Kreuzung, nachdem er zuallerletzt noch rechtsseits einen etwa 0,9 km langen flussparallelen Auengraben aufgenommen hat, auf 402 m ü. NHN in die Fränkische Rezat.

### Einzugsgebiet
Das Einzugsgebiet des Gumbertusbachs ist etwa 1,8 km² groß. Naturräumlich gesehen liegt es auf den Bibert-Schwabach-Rezat-Platten, einem Teil des Unterraums Südliche Mittelfränkische Platten des Mittelfränkischen Beckens. Mit etwa 484 m ü. NHN ist es am höchsten am Bogenschießplatz an seiner Nordflanke etwa 700 m nördlich der Dorflinde von Strüth. Reihum grenzen die Einzugsgebiete der folgenden Nachbargewässer an:
- im Nordwesten verläuft der linke Rezatnebenfluss Veitsgraben;
- im Nordosten liegt das Einzugsgebiet des Hennenbachs;
- im Südosten verläuft der linke Rezatnebenfluss Eulengraben;
- im Südwesten liegt das Einzugsgebiet der Fränkischen Rezat.

### BayernAtlas („BA“)
Amtliche Online-Gewässerkarte mit passendem Ausschnitt und den hier benutzten Layern: Lauf und Einzugsgebiet des Gumbertusbachs

Allgemeiner Einstieg ohne Voreinstellungen und Layer: BayernAtlas der Bayerischen Staatsregierung (Hinweise)
1. 1 2 3 4  Höhe abgefragt auf dem Hintergrundlayer Amtliche Karte (Rechtsklick).
2. 1 2  Länge abgemessen auf dem Hintergrundlayer Amtliche Karte.
3. ↑  Einzugsgebiet abgemessen auf dem Hintergrundlayer Amtliche Karte.

### Sonstige
1. ↑  Relation: Gumbertusbach (16459268). In: OpenStreetMap. OSM, abgerufen am 27. Juli 2023.
2. ↑  Franz Tichy: Geographische Landesaufnahme: Die naturräumlichen Einheiten auf Blatt 163 Nürnberg. Bundesanstalt für Landeskunde, Bad Godesberg 1973. → Online-Karte (PDF; 4,0 MB)